# Cerapachys brevicollis
Cerapachys brevicollis är en myrart som först beskrevs av Clark 1923.  Cerapachys brevicollis ingår i släktet Cerapachys och familjen myror. Inga underarter finns listade.